# Инница (приток Лжи)
Инница — река в России, протекает по территории Красногородского района Псковской области. Устье реки находится в 91 км по правому берегу реки Лжи. Длина реки — 25 км, площадь водосборного бассейна — 159 км².
- В 12 км от устья, по левому берегу реки впадает река Цаплинка.

На реке стоят деревни Пограничной волости: Ключки, Мильцево, Кресты, Братниково, Поляково, Габоны, Рудиновка

## Данные водного реестра
По данным государственного водного реестра России относится к Балтийскому бассейновому округу, водохозяйственный участок реки — Великая. Относится к речному бассейну реки Нарва (российская часть бассейна).
Код объекта в государственном водном реестре — 01030000212102000028778.